# Dusona anomala
Dusona anomala là một loài tò vò trong họ Ichneumonidae.